# 1-я Пролетарская ударная бригада
1-я Пролетарская народно-освободительная ударная бригада (сербохорв. Прва пролетерска народноослободилачка ударна бригада / Prva proleterska narodnooslobodilačka udarna brigada) — воинское формирование Народно-освободительной армии Югославии (НОАЮ), созданное как вооружённая сила под руководством коммунистической партии из наиболее преданных ей кадров. Бригада сформирована по совместному решению Центрального комитета компартии и Верховного штаба Народно-освободительнных партизанских отрядов (НОПО) Югославии 21—22 декабря 1941 года в городе Рудо. В состав бригады вошли 1-й и 2-й черногорские, 3-й Крагуевацкий, 4-й Кралевский, 5-й Шумадийский и 6-й Белградский батальоны. Численность бригады составляла 1200 человек, из них 740 сербов, 378 черногорцев, 26 словенцев, 19 хорватов, 4 македонца и 32 лица других национальностей. Бригаде было вручено красное знамя с советскими символами — красной пятиконечной звездой с серпом и молотом.
Первоначально бригаду возглавил политический комиссар Филип Кляич (партизанский псевдоним «Фича»). 29 декабря командиром бригады был назначен Коча Попович, заместителем комбрига — Данило Лекич («Испанец»). Боевое крещение бригады состоялось близ сёл Гаочич и Миоч 22 декабря 1941. Этот день в коммунистической Югославии был объявлен праздничным (как день Югославской народной армии).
Первая Пролетарская ударная бригада прошла на своём боевом пути больше 20 тысяч километров, в ней сражались более 22 тысяч югославов различных национальностей. За время войны потери бригады составили свыше семи с половиной тысяч погибших, раненых и пропавших без вести. Из рядов бригады сверх 3 тысяч человек стали впоследствии руководителями, 83 человека получили звание Народного героя Югославии. Бригада награждена орденами Национального освобождения, Партизанской звезды, Братства и Единства, «За заслуги перед народом» и Народного героя Югославии (награждение последним орденом произошло в июне 1958 года, к 15-летию Битвы на Сутьеске).

## Боевой путь бригады
В конце декабря 1941 года 1-я Пролетарская бригада вместе с Верховным штабом (ВШ) НОПО перешла в Боснию, где и начала свои боевые действия. В ходе немецкой операции «Юго-Восточная Хорватия» c 17 по 21 января 1942 бригада вела бои с немцами близ Пьеноваца, Рогатицы, Вареша, Хан-Песака и Белых Вод. Выходя из окружения, в 32-градусный мороз совершила 19-часовый переход через гору Игман. После завершения наступления немцев участвовала в значительных боевых операциях в Восточной Боснии.
В период немецкой антипартизанской операции «Трио» 1-я Пролетарская бригада действовала совместно со 2-й Пролетарской бригадой в Восточной Боснии, Черногории, Герцеговине. В тяжёлых боях (Поля-Колашинска, Дурмитор, Герцеговина) значительно содействовала успешному отступлению партизанских войск в труднодоступный район на границе Боснии, Герцеговины и Черногории (Тромеђа).

### Поход вБоснийскую Краину
В составе ударной группы пролетарских бригад выступила 24 июня 1942 года в поход в Боснийскую Краину. Участвовала в боях и диверсиях на линии коммуникаций Сараево — Мостар, а также в освобождении Коница 8 августа 1942. Сражалась близ Бугойно, Дувны, Шуицы и за освобождение Ливно. Вела много боёв во время продвижения к городу Имотски. 7 октября 1942 1-я бригада участвовала в освобождении города Ключ, а до конца октября была задействована в боях с четниками и итальянскими войсками около населённого пункта Босанско-Грахово.
1 ноября 1942 бригада вошла в состав 1-й Пролетарской дивизии, а через 7 дней в городе Босански-Петровац получила от Тито пролетарское знамя. В соответствии с планом Верховного штаба, с ноября 1942 по январь 1943 бригада начала активные действия в долине реки Врбас и в Центральной Боснии. В ночь с 19 на 20 ноября уничтожила сильный вражеский опорный  пункт Ситницу, в ночь с 25 на 26 ноября участвовала в освобождении города Яйце, в начале декабря освободила Скендер-Вакуф, Котор-Варош и район реки Йошавка. В начале января частью своих подразделений участвовала в освобождении Теслича, а в ночь с 15 на 16 ноября освободила Прнявор. В боях за Теслич и Прнявор бригада уничтожила несколько сотен неприятельских солдат, две тысячи человек взяла в плен. Были захвачены также значительные трофеи.

### Бои на Неретве
Во время отражения немецкой операции «Вайс-1» в ходе шестидневного марша бригада была переброшена из района Баня-Луки через Шипраг, Бойске и Горни-Вакуф в район железной дороги Сараево — Мостар. В ночь с 17 на 18 февраля ликвидировала гарнизоны неприятеля на участке Раштелица — Брчаны. После этого вела тяжёлые бои на перевале Иван-седло и в Брадине, а частью сил участвовала в штурме Коница. C 3 по 5 марта 1943 принимала участие в знаменитом контрударе близ Горни-Вакуфа, а затем обороняла направление Горни-Вакуф — Прозор. 
После форсирования Неретвы, во время наступления Оперативной группы дивизий (ОГД) ВШ НОАЮ на восток, бригада шла первой на общем направлении Глатичево — район Калиновика — Устиколина. С 15 по 17 марта разбила силы четников около Главатичево и на горе Липета, а в ночь с 22 на 23 марта вела тяжёлые бои с четниками близ Калиновика. За одержанные победы над четниками бригада получила похвалу от верховного командования. К концу марта она вышла к реке Дрина. Не сумев форсировать реку сходу, после проведённой подготовки преодолела Дрину в ночь с 8 на 9 апреля 1943. Вела тяжёлые бои за Капак и Крчино-Брдо. Около Исфара 10 и 11 апреля бригада участвовала в нанесении поражения значительным силам итальянской 1-й альпийской дивизии «Тауринензе». Эти бои обеспечили прорыв ОГД ВШ НОАЮ через Дрину в Санджак. В конце апреля дивизия вела ожесточённые бои с 369-й (хорватской) пехотной дивизией вермахта близ Горажде.

### Бои на Сутьеске
Во время битвы на Сутьеске в первые дни вела бои с 1-й горной дивизией вермахта в секторе Биело-Поле — Мойковац — Шаховичи. Отсюда была преброшена в район села Челебичи с целью защиты Центрального госпиталя и обороны направления Фоча — Челебичи. После сеемидневного марша, 21 мая атаковала сходу и разбила под Челебичами хорватский 13-й домобранский полк. С этого дня и до 24 мая вела совместно с другими партизанскими частями ожесточённые бои. 24 и 25 мая участвовала в безуспешной попытке прорыва юго-восточнее Фочи. До 6 июня сражалась в долине Сутьески, а 8 июня пробилась на Зеленгору. Атакой у Балиноваца бригада прорвала 10 июня вражеское кольцо окружения на Зеленгоре, а двумя днями позже новый немецкий обруч на дороге Калиновик — Фоча. В июле и августе 1943 года вела ожесточённые бои в ходе контрнаступления ОГД ВШ в Восточной Боснии (Власеница, Дриняча, Зворник и на железной дороге Сараево — Зеница). В сентябре действовала в Далмации, а в октябре — ноябре в районе Травника.

### В конце войны

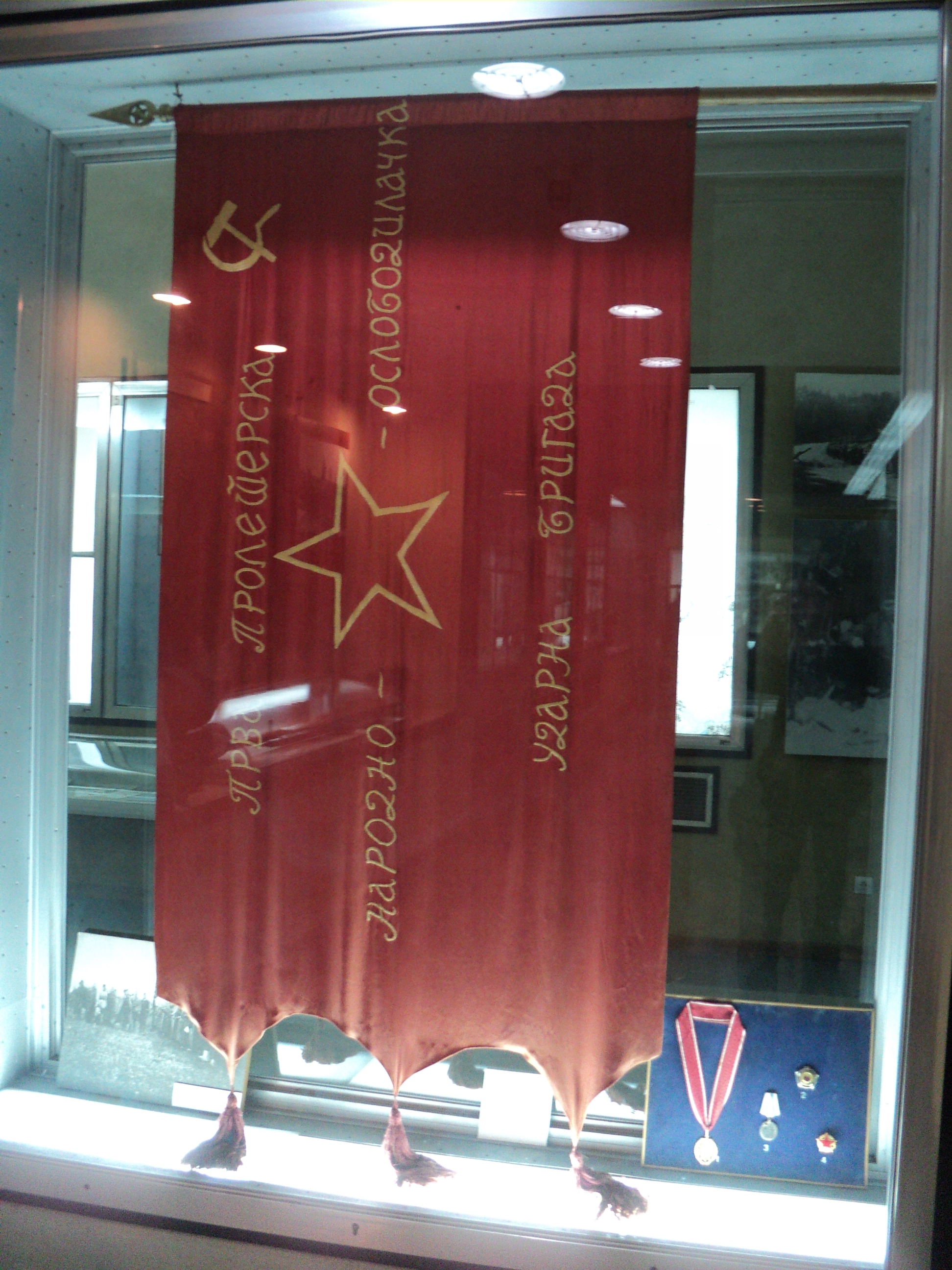
Знамя Первой пролетарской ударной бригады в Белградском военном музее

Зимой 1943/1944 годов и весной 1944 бригада действовала в районе Яйце, Мрконич-Града и Герзова. Во время немецкой операции «Ход конём» вела ожесточённые бои на направлении Мрконич-Град — Млиниште и Млиниште — Гламоч. Из западной Боснии выдвинулась в Санджак, ведя на том пути бои в горах Враница, Зец, Битовня и около Трново. В августе 1944 года участвовала в боях за Санджак, а 23 августа начала прорыв в Сербию. Здесь проводила тяжёлые бои за Палисад (Златибор) с болгарскими войсками, на Еловой горе с сильными частями четников, возле Карана, Косерича, Варды, а также за освобождение Баина-Башты, Валева и Уба. Отличилась в боях Белградской операции. С декабря 1944 по апрель 1945 годов бригада действовала на Сремском фронте. 12 апреля приняла здесь участие в прорыве немецкой обороны и, в последующем, в боевых операциях в Среме, Славонии и вплоть до освобождения Загреба. В хорватской столице 9 мая 1945 года 1-я Пролетарская бригада завершила свой ратный путь.

## Состав 1-й Пролетарской бригады

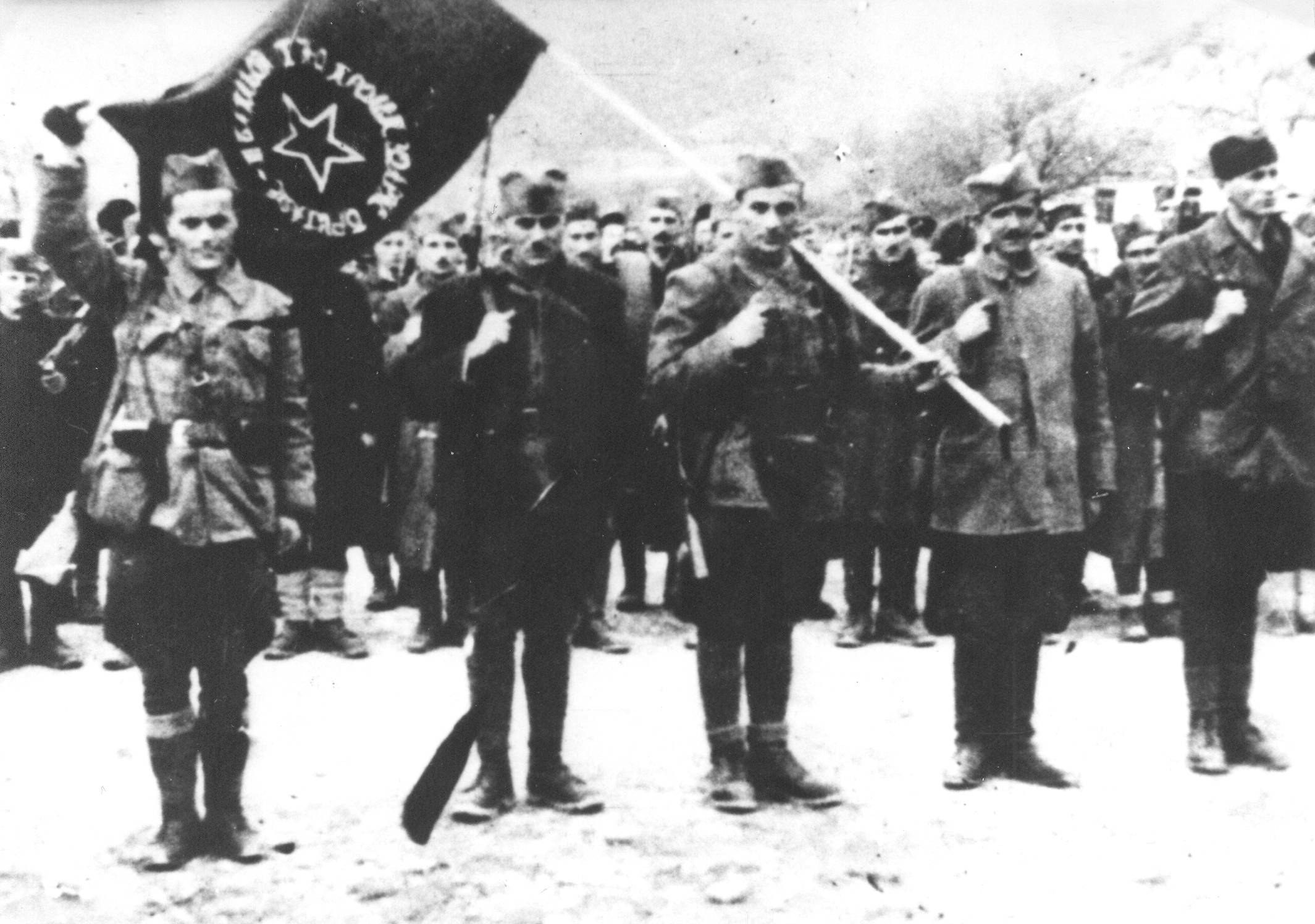
Бойцы 3-го батальона 1-й Пролетарской ударной бригады во время получения знамени в Фоче, 5 марта 1942 года

### 1-й Черногорский батальон
- Командир: Петар «Перо» Четкович (Народный герой)
- Политкомиссар: Йово Капичич (Народный герой)
- Всего 153 солдата, из них: 94 солдата из Ловченского отряда, 55 солдат из Комского отряда, 10 солдат из Черногорско-Санджакского отряда
- 1-я рота: 56 солдат, командир Гаго Войводич, политкомиссар Джоко Вукичевич (Народный герой)
- 2-я рота: 35 солдат, командир Саво Бурич (Народный герой), политкомиссар Йово Попович
- 3-я рота: 59 солдат, командир Секула Вукичевич, политкомиссар Александр «Леко» Марьянович

### 2-й Черногорский батальон
- Командир: Радован Муканович (Народный герой)
- Политкомиссар: Мойше Метрович
- Всего 189 солдат: 1-я и 2-я рота созданы из партизанского батальона имени 18 октября, 3-я рота из партизанского батальона «Биели Павле»
- 1-я рота: 64 солдата, командир Божо Божович (Народный герой), политкомиссар Вуксан Люмович
- 2-я рота: 67 солдат, командир Блажо Иванович, политкомиссар Спасо Божович
- 3-я рота: 54 солдата, командир Мирко Щепанович, политкомиссар Милош Бобичич (Народный герой)

### 3-й Крагуевацкий батальон
- Командир: Радисав «Рая» Неделькович (Народный герой)
- Политкомиссар: Сава «Феча» Радойич
- Всего 241 солдат, набраны из трёх батальонов Крагуевацкого партизанского отряда
- 1-я рота: 65 солдат, командир Милован Ивкович, политкомиссар Тихомир Янич
- 2-я рота: 85 солдат, командир Момчило «Мома» Станойлович (Народный герой), политкомиссар Мирко Милевич
- 3-я рота: 77 солдат, командир Миодраг «Прня» Стевич, политкомиссар Миодраг «Фича Пекар» Филипович

### 4-й Кралевский батальон
- Командир: Павле Якшич (Народный герой)
- Политкомиссар: Миро «Пипер» Драгишич
- Всего 207 солдат: 4-й батальон собран из Кралевского и Копаоничского партизанских отрядов
- 1-я рота: 53 солдата, командир Милан «Велебит» Антончич (Народный герой), политкомиссар Ольга «Рита» Йовичич (Народный герой)
- 2-я рота: 50 солдат, командир Новак Джокович, политкомиссар Душан Ристич
- 3-я крушевицкая рота: 32 солдата, командир Живан Маричич (Народный герой), политкомиссар Момчило Дугалич (Народный герой)
- 4-я рударская рота: 63 солдата, командир Милан «Зека» Симович, политкомиссар Жарко Вукотич

### 5-й Шумадийский батальон
- Командир: Милан «Чича шумадийский» Илич (Народный герой)
- Политкомиссар: Драган «Шиля» Павлович (Народный герой)
- Всего 171 солдат, набраны из 1-го Шумадийского и Ужицкого партизанских отрядов
- 1-я рота: 71 солдат, командир Велько Томич, политкомиссар Константин «Коица» Джукич
- 2-я рота: 38 солдат, командир Божидар «Герцеговац» Радивоевич, политкомиссар Станко Джингалашевич
- 3-я рота: 60 солдат, командир Никола Любичич (Народный герой), политкомиссар Милета Милованович

### 6-й Белградский батальон
- Командир: Миладин Иванович
- Политкомиссар: Чедомир «Чеда» Миндерович
- Всего 207 солдат, набраны из 1-го и 2-го Белградских батальонов (13 января 1942) и Посавского партизанского отряда (6 января 1942)
- 1-я рота: 51 солдат, командир Душан Шаятович, политкомиссар Душан «Корошец» Джорджевич
- 2-я рота: 46 солдат, командир Павле «Велько» Илич, политкомиссар Миша Штерк
- 3-я рота: 48 солдат, командир Синиша Николаевич (Народный герой), политкомиссар Добривое Пешич
- 4-я посавская рота: 55 солдат, командир Момчило «Мома» Вукосавлевич, политкомиссар Иван Штагляр

## Народные герои 1-й Пролетарской бригады
| - Милан «Велебит» Антончич - Крсто Байич - Хамид Беширевич - Анте Билобрк - Эдо Блажек - Милош Бобичич - Драголюб «Жуча» Божович - Божо Божович - Никола Бубало - Саво Бурич - Димитрие «Зеко» Войводич - Джоко Войводич - Йован Вучкович - Милош Вучкович - Джуро Вуйович - Шпиро Вуйович - Богдан Вуйошевич - Душан Вуйошевич - Йован Вуканович - Радован Вуканович - Джоко Вукичевич | - Радован Гардашевич - Воислав Груйич - Бошко «Поп» Дедеич - Вуксан Джукич - Джура Димитриевич - Спасойе Драгович - Момчило Дугалич - Живко Живкович - Комнен Жугич - Милан «Чича» Илич - Мирко Йованович - Здравко Йованович - Ольга «Рита» Йовичич - Йово Капичич - Филип «Фича» Кляич - Милош Коматина - Душан Корач - Данило «Шпанац» Лекич - Ристо Лекич - Джуро Лончаревич - Шериф Лойо - Никола Любичич | - Радойе Любичич - Живан Маричич - Саво Машкович - Милойе Милоевич - Даница Милосавлевич - Милосав Милосавлевич - Радисав «Рая» Неделькович - Гойко Николиш - Синиша Николаевич - Драган «Шиля» Павлович - Блажо Попивода - Коча Попович - Войя Радич - Анте Раштегорац - Владимир Ролович - Милан Симович - Момчило «Мома» Станойлович - Миялко Тодорович - Петар «Перо» Четкович - Миодраг «Артём» Урошевич - Милан Шарац - Павле Якшич |